# Jessica Jones (televisieserie)
Marvel's Jessica Jones, of kortweg Jessica Jones, is een Amerikaanse televisieserie. De reeks, die gebaseerd is op de gelijknamige superheldin van Marvel en de stripreeks Alias (2001–2004), werd ontwikkeld door Melissa Rosenberg. De reeks ging in 2015 in première op streamingdienst Netflix en liep drie seizoenen. Het titelpersonage wordt vertolkt door Krysten Ritter.

## Productie
In december 2010 raakte bekend dat Melissa Rosenberg zich door de stripreeks Alias had laten inspireren om een tv-serie te ontwikkelen rond het personage Jessica Jones. Oorspronkelijk zou de tv-serie in 2011 in première gaan op de zender ABC. Onder meer Alias-schrijver Brian Michael Bendis was als consulent bij de productie betrokken. In 2011 maakte producent Jeph Loeb op San Diego Comic-Con International bekend dat de serie draaide rond "een vrouw wier carrière als superheldin mislukt was en nu werkzaam was als privédetective in New York". Ook de personages Carol Danvers en Luke Cage zouden deel uitmaken van de serie. In november 2011 hoopte Rosenberg dat de serie in 2012 in première zou gaan. Reeds toen was het bedoeling dat de serie een onderdeel zou worden van de Marvel Cinematic Universe.
In mei 2012 besloot ABC om niet verder te gaan met de tv-serie. Later dat jaar verklaarde Rosenberg dat de serie aan andere netwerken werd voorgesteld.
In november 2013 kondigden Marvel en moederbedrijf Disney aan dat de streamingdienst Netflix vier series zou maken rond de personages Daredevil, Jessica Jones, Iron Fist en Luke Cage. Deze vier series zouden de aanloop vormen naar een miniserie over The Defenders. Rosenberg werd aangenomen om een nieuwe serie rond Jessica Jones uit te werken. Aanvankelijk heette het project Marvel's A.K.A. Jessica Jones, maar dat werd later afgekort tot Marvel's Jessica Jones.
In november 2014 werden actrices Krysten Ritter, Alexandra Daddario, Teresa Palmer, Jessica De Gouw en Marin Ireland overwogen voor het titelpersonage. Acteurs Lance Gross, Mike Colter en Cleo Anthony werden dan weer overwogen voor Luke Cage, een personage dat voor het eerst te zien zou zijn in Jessica Jones en later zijn eigen serie zou krijgen. In december 2014 werd Ritter gecast als Jessica Jones. Diezelfde maand werd bevestigd dat Colter in de huid zou kruipen van Luke Cage. In januari 2015 werden David Tennant en Rachael Taylor gecast als respectievelijk Kilgrave en Patricia Walker. Begin februari 2015 werd actrice Carrie-Anne Moss gecast als Jeryn Hogarth, dat in de originele stripreeks een mannelijk personage was.
De opnames van de serie vonden plaats in New York en gingen in februari 2015 van start. Er werd gefilmd in bepaalde wijken van Brooklyn en Long Island City (in Queens) om het oude Hell's Kitchen na te bootsen. De productie werd uitgevoerd onder de werktitel Violet. De opnames eindigden midden augustus 2015.
In januari 2016 gaf Netflix groen licht voor een tweede seizoen.

## Marvel Cinematic Universe
Jessica Jones maakt deel uit van de Marvel Cinematic Universe en speelt zich af in dezelfde buurten in New York als Daredevil. Zo komt het personage Claire Temple, dat vertolkt wordt door actrice Rosario Dawson, in beide series aan bod.
Jessica Jones vormt samen met de series Daredevil, Luke Cage en Iron Fist de aanloop naar de miniserie The Defenders.

## Verhaal
Na het tragisch einde van haar carrière als superheldin probeert Jessica Jones haar leven weer op te bouwen. Ze is in New York werkzaam als privédetective en raakt zo betrokken bij enkele opmerkelijke zaken.

## Rolverdeling

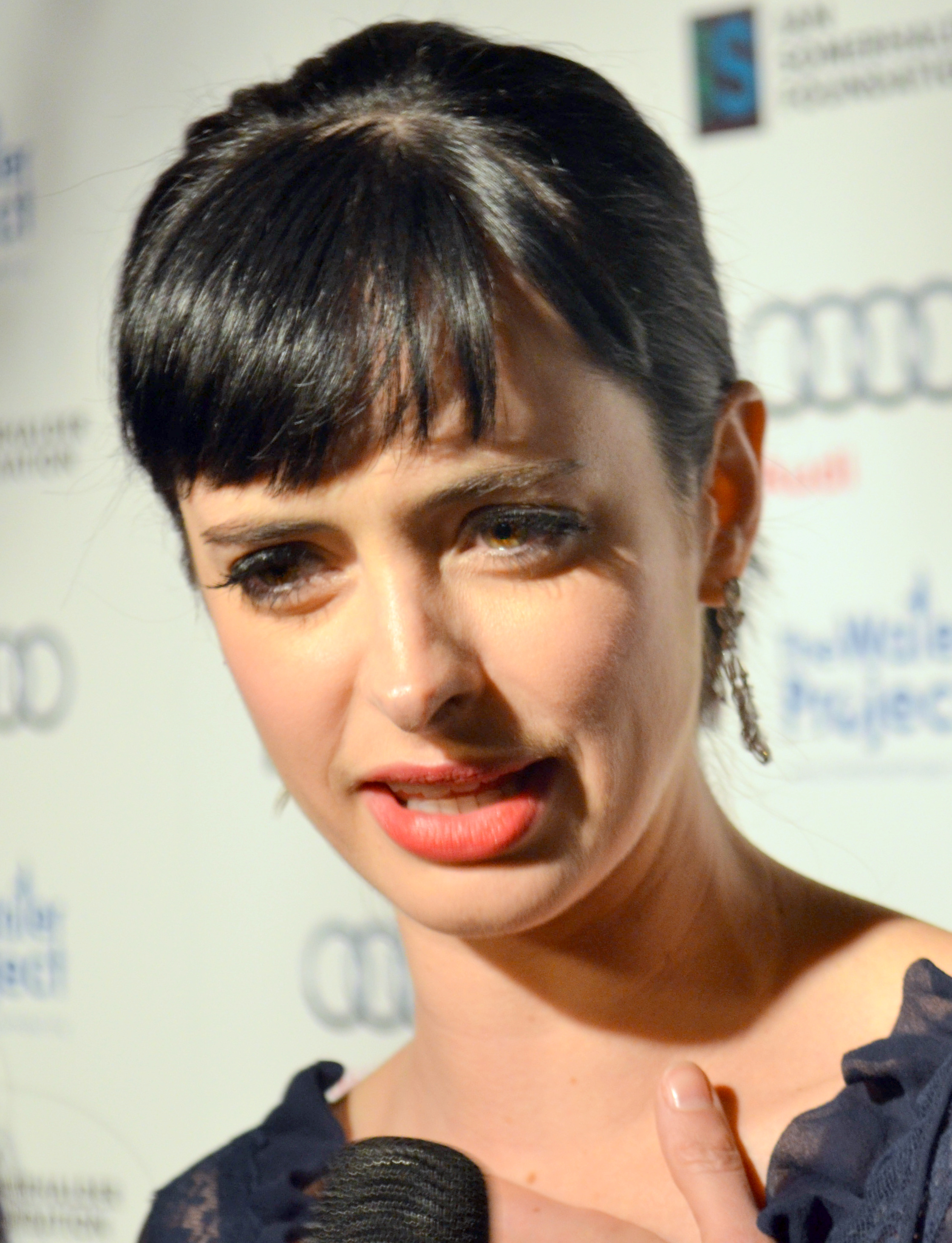
Hoofdrolspeelster Krysten Ritter (2011).

Legenda
 = Hoofdrol
 = Bijrol
 = Geen rol
| Acteur / actrice    | Personage                         | S1      | S2      | S3      |
| ------------------- | --------------------------------- | ------- | ------- | ------- |
| Krysten Ritter      | Jessica Jones                     | 13 afl. | 13 afl. | 13 afl. |
| Rachael Taylor      | Patricia "Trish" Walker / Hellcat | 12 afl. | 13 afl. | 13 afl. |
| Eka Darville        | Malcolm Ducasse                   | 12 afl. | 11 afl. | 13 afl. |
| Carrie-Anne Moss    | Jeryn "Jeri" Hogarth              | 10 afl. | 11 afl. | 13 afl. |
| David Tennant       | Kevin Thompson / Kilgrave         | 11 afl. | 1 afl.  | 1 afl.  |
| Wil Traval          | Will Simpson                      | 8 afl.  | 2 afl.  |         |
| Mike Colter         | Luke Cage                         | 7 afl.  |         | 1 afl.  |
| Erin Moriarty       | Hope Shlottman                    | 7 afl.  |         |         |
| Rebecca De Mornay   | Dorothy Walker                    | 3 afl.  | 5 afl.  | 5 afl.  |
| Susie Abromeit      | Pamela "Pam"                      | 8 afl.  |         |         |
| Robin Weigert       | Wendy Ross-Hogarth                | 7 afl.  |         |         |
| Michael Siberry     | Albert Thompson                   | 5 afl.  |         |         |
| Colby Minifie       | Robyn                             | 5 afl.  |         |         |
| Kieran Mulcare      | Ruben                             | 4 afl.  |         |         |
| Clarke Peters       | Det. Oscar Clemons                | 4 afl.  |         |         |
| Lisa Emery          | Louise Thompson                   | 4 afl.  |         |         |
| Rosario Dawson      | Claire Temple                     | 1 afl.  |         |         |
| Michelle Hurd       | Samantha Reyes                    | 1 afl.  |         |         |
| Janet McTeer        | Alisa Jones                       |         | 11 afl. |         |
| J.R. Ramirez        | Oscar Arocho                      |         | 10 afl. | 1 afl.  |
| Leah Gibson         | Inez Green                        |         | 7 afl.  |         |
| Terry Chen          | Pryce Cheng                       |         | 6 afl.  |         |
| John Ventimiglia    | Detective Eddy Costa              |         | 6 afl.  | 8 afl.  |
| Callum Keith Rennie | Karl Malus                        |         | 5 afl.  |         |
| Elden Henson        | Foggy Nelson                      |         | 1 afl.  |         |
| Rob Morgan          | Turk Barrett                      |         | 1 afl.  |         |
| Benjamin Walker     | Erik Gelden                       |         |         | 12 afl. |
| Jeremy Bobb         | Gregory Salinger                  |         |         | 10 afl. |
| Tiffany Mack        | Zaya Okonjo                       |         |         | 9 afl.  |
| Sarita Choudhury    | Kith Lyonne                       |         |         | 7 afl.  |

## Afleveringen

### Seizoen 1
| #  | Titel aflevering          | Regisseur          | Geschreven door                                | Releasedatum Netflix |
| -- | ------------------------- | ------------------ | ---------------------------------------------- | -------------------- |
| 1  | AKA Ladies Night          | S. J. Clarkson     | Melissa Rosenberg                              | 20 november 2015     |
| 2  | AKA Crush Syndrome        | S. J. Clarkson     | Micah Schraft                                  | 20 november 2015     |
| 3  | AKA It's Called Whiskey   | David Petrarca     | Liz Friedman & Scott Reynolds                  | 20 november 2015     |
| 4  | AKA 99 Friends            | David Petrarca     | Hilly Hicks, Jr.                               | 20 november 2015     |
| 5  | AKA The Sandwich Saved Me | Stephen Surjik     | Dana Baratta                                   | 20 november 2015     |
| 6  | AKA You're a Winner!      | Stephen Surjik     | Edward Ricourt                                 | 20 november 2015     |
| 7  | AKA Top Shelf Perverts    | Simon Cellan Jones | Jenna Reback & Micah Schraft                   | 20 november 2015     |
| 8  | AKA WWJD?                 | Simon Cellan Jones | Scott Reynolds                                 | 20 november 2015     |
| 9  | AKA Sin Bin               | John Dahl          | Jamie King & Dana Baratta                      | 20 november 2015     |
| 10 | AKA 1,000 Cuts            | Rosemary Rodriguez | Dana Baratta & Micah Schraft                   | 20 november 2015     |
| 11 | AKA I've Got the Blues    | Uta Briesewitz     | Scott Reynolds & Liz Friedman                  | 20 november 2015     |
| 12 | AKA Take a Bloody Number  | Billy Gierhart     | Hilly Hicks, Jr.                               | 20 november 2015     |
| 13 | AKA Smile                 | Michael Rymer      | Jamie King, Scott Reynolds & Melissa Rosenberg | 20 november 2015     |

### Seizoen 2
| #  | Titel aflevering                             | Regisseur          | Geschreven door                  | Releasedatum Netflix |
| -- | -------------------------------------------- | ------------------ | -------------------------------- | -------------------- |
| 1  | AKA Start at the Beginning                   | Anna Foerster      | Melissa Rosenberg                | 8 maart 2018         |
| 2  | AKA Freak Accident                           | Minkie Spiro       | Aida Mashaka Croal               | 8 maart 2018         |
| 3  | AKA Sole Survivor                            | Mairzee Almas      | Lisa Randolph                    | 8 maart 2018         |
| 4  | AKA God Help the Hobo                        | Deborah Chow       | Jack Kenny                       | 8 maart 2018         |
| 5  | AKA The Octopus                              | Millicent Shelton  | Jamie King                       | 8 maart 2018         |
| 6  | AKA Facetime                                 | Jet Wilkinson      | Raelle Tucker                    | 8 maart 2018         |
| 7  | AKA I Want Your Cray Cray                    | Jennifer Getzinger | Hilly Hicks, Jr.                 | 8 maart 2018         |
| 8  | AKA Ain't We Got Fun                         | Zetna Fuentes      | Gabe Fonseca                     | 8 maart 2018         |
| 9  | AKA Shark in the Bathtub, Monster in the Bed | Rosemary Rodriguez | Jenny Klein                      | 8 maart 2018         |
| 10 | AKA Pork Chop                                | Neasa Hardiman     | Aida Mashaka Croal               | 8 maart 2018         |
| 11 | AKA Three Lives and Counting                 | Jennifer Lynch     | Jack Kenny & Lisa Randolph       | 8 maart 2018         |
| 12 | AKA Pray for My Patsy                        | Liz Friedlander    | Raelle Tucker & Hilly Hicks, Jr. | 8 maart 2018         |
| 13 | AKA Playland                                 | Uta Briesewitz     | Melissa Rosenberg & Jesse Harris | 8 maart 2018         |

### Seizoen 3
| #  | Titel aflevering                    | Regisseur          | Geschreven door                              | Releasedatum Netflix |
| -- | ----------------------------------- | ------------------ | -------------------------------------------- | -------------------- |
| 1  | AKA The Perfect Burger              | Michael Lehmann    | Melissa Rosenberg                            | 14 juni 2019         |
| 2  | AKA You're Welcome                  | Krysten Ritter     | Hilly Hicks, Jr.                             | 14 juni 2019         |
| 3  | AKA I Have No Spleen                | Anton Cropper      | Lisa Randolph                                | 14 juni 2019         |
| 4  | AKA Customer Service is Standing By | Liesl Tommy        | Jamie King                                   | 14 juni 2019         |
| 5  | AKA I Wish                          | Mairzee Almas      | J. Holtham                                   | 14 juni 2019         |
| 6  | AKA Sorry Face                      | Tim Iacofano       | Jesse Harris                                 | 14 juni 2019         |
| 7  | AKA The Double Half-Wappinger       | Larry Teng         | Nancy Won                                    | 14 juni 2019         |
| 8  | AKA Camera Friendly                 | Stephen Surjik     | Scott Reynolds                               | 14 juni 2019         |
| 9  | AKA I Did Something Today           | Jennifer Getzinger | Lisa Randolph                                | 14 juni 2019         |
| 10 | AKA Hero Pants                      | Sanford Bookstaver | Hilly Hicks, Jr. & Jamie King                | 14 juni 2019         |
| 11 | AKA Hellcat                         | Jennifer Getzinger | Jane Espenson                                | 14 juni 2019         |
| 12 | AKA A Lotta Worms                   | Sarah Boyd         | Scott Reynolds                               | 14 juni 2019         |
| 13 | AKA Everything                      | Neasa Hardiman     | Melissa Rosenberg, Nancy Won & Lisa Randolph | 14 juni 2019         |